# 1874
| 1874                                          |
| --------------------------------------------- |
| Dødsfald - Fødsler                            |
| • Begivenheder • Litteratur • Politik • Sport |

| Gregoriansk kalender | 1874 MDCCCLXXIV         |
| Ab urbe condita      | 2627                    |
| Armensk kalender     | 1323 ԹՎ ՌՅԻԳ            |
| Kinesiske kalender   | 4570 – 4571 癸酉 – 甲戌 |
| Etiopisk kalender    | 1866 – 1867             |
| Jødisk kalender      | 5634 – 5635             |
| Hindukalendere       |                         |
| - Vikram Samvat      | 1929 – 1930             |
| - Shaka Samvat       | 1796 – 1797             |
| - Kali Yuga          | 4975 – 4976             |
| Iransk kalender      | 1252 – 1253             |
| Islamisk kalender    | 1291 – 1292             |

Konge i Danmark: Christian 9. 1863-1906
Se også 1874 (tal)

## Begivenheder
- Anarkisterne forbydes i Spanien
- Alfonso 12. indsættes af militærkup, i Spanien
- 10. januar - Tyskland afholder parlamentsvalg
- 9. oktober - Den Internationale Postunion oprettes ved postunionstraktaten underskrevet i Bern i Schweiz
- 25. oktober - Storbritannien annekterer Fiji-øerne.
- 30. december - Jernbanestrækningen Roskilde-Kalundborg indviedes

## Født
- 4. januar – Svend Fleuron, dansk forfatter (død 1966).
- 25. januar – William Somerset Maugham, engelsk forfatter (død 1965).
- 1. marts – Johannes Hørring, dansk jurist, politiker og borgmester (død 1954).
- 24. marts – Harry Houdini, ungarsk/amerikansk tryllekunstner (død 1926).
- 6. april – Ottó Hellmich, ugarsk gymnast og OL-deltager (død 1937).
- 29. maj – G.K. Chesterton, britisk forfatter (død 1936)
- 13. september – Arnold Schönberg, østrigsk komponist og musikteoretiker (død 1951).
- 18. september – Johannes Anker Larsen, dansk forfatter (død 1957).
- 21. september – Gustav Holst, engelsk komponist (The Planets) (død 1934).
- 20. oktober – Charles Ives, amerikansk komponist (død 1954).
- 13. november – M.N. Slebsager, dansk politiker, lærer, trafik- og handelsminister (død 1962).
- 15. november – August Krogh dansk zoolog og fysiolog (død 1949).
- 27. november – Chaim Weizmann, polsk-født, israelsk kemiker og staten Israels første præsident (død 1952).
- 30. november – Winston Churchill, engelsk premierminister (død 1965).
- 1. december – J.F.N. Friis-Skotte, dansk politiker (død 1946).
- 3. december – Pedro Poveda, spansk præst, martyr og grundlægger (død 1936).
- 6. december – Nikoline Nielsen, dansk brygger (død 1951).
- 11. december – Paul Wegener, tysk skuespiller (død 1948).
- 25. december – Marie Krogh, dansk fysiolog og læge (død 1943).

## Dødsfald
- 17. januar – Chang og Eng Bunker – de "originale" siamesiske tvillinger (62 år)
- 6. marts – Grevinde Danner, dansk lensgrevinde (født 1815).
- 1. oktober – Ludvig Bødtcher, dansk forfatter (født 1793).